# Ostrowite (Rypin)
Pour les articles homonymes, voir Ostrowite.
Ostrowite est une localité polonaise de la voïvodie de Couïavie-Poméranie et du powiat de Rypin,.